# Шемахинский 205-й пехотный полк
205-й пехотный Шемахинский полк — пехотный полк Русской императорской армии.
Старшинство: 20 сентября 1889 года.
Полковой праздник — 30 августа, Перенесение мощей Св. Благоверного и Великого Князя Александра Невского.

## Формирование полка
Полк сформирован в Елисаветполе 1 сентября 1890 года в двухбатальонном составе из Шемахинской, Сальянской, Нухинской, Сигнахской и Душетской команд и назван Шемахинским резервным пехотным (кадровым) полком.
17 ноября 1891 года полку пожаловано простое знамя.
Предшественники полка появились в разное время:
- Шемахинская инвалидная команда — сформирована в 1858 году.
- Ананурская уездная инвалидная команда — сформирована в 1816 году; в 1821 году переименована в Душетскую и в 1864 году названа Душетской местной командой.
- Маджалинская местная команда — сформирована в 1874 году; в 1883 году переформирована в Сальянскую местную команду.
- Нухинская уездная команда — сформирована в 1868 году.
- Сигнахская уездная инвалидная команда — сформирована в 1816 году.

26 мая 1899 года полк назван 261-м пехотным резервным Шемахинским полком.
30 декабря 1908 года 261-й пехотный резервный Шемахинский полк, с присоединением к нему 7-х, 8-х, 9-х и 10-х рот из упразднённых 1-го и 2-го Ковенских крепостных пехотных полков, был переформирован в четырёхбатальонный полк и назван 261-м пехотным Шемахинским полком. 20 февраля 1910 года номер полка был изменён на 205-й, а сам полк переведён из резерва в действующие войска.
Первым боевым опытом Шемахинского полка явился поход в Персию в 1911—1912 годах, где он находился в составе Казвинского отряда генерал-майора Габаева. В Персии шемахинцы действовали в районе Энзели—Решт и особо отличились при штурме крепости Киранда.
Во время Первой мировой войны Шемахинский полк в составе 52-й пехотной дивизии находился на Восточном фронте.

## Командиры полка
- 30.04.1890 — 08.05.1891 — полковник Вознесенский, Фёдор Николаевич
- 24.05.1891 — 27.10.1894 — полковник Щербак, Михаил Фёдорович
- 04.11.1894 — 08.04.1896 — полковник Комаровский, Никанор Ильич
- 08.04.1896 — 05.06.1896 — полковник Мамврийский, Аркадий Григорьевич
- 05.06.1896 — 24.10.1900 — полковник Протасов, Михаил Дмитриевич
- 05.12.1900 — 31.10.1906 — полковник Глинский, Григорий Евграфович
- 02.11.1906 — 21.02.1908 — полковник Беков, Константин Николаевич
- 15.03.1908 — 20.03.1914 — полковник Сафонов, Александр Александрович
- 20.03.1914 — 06.10.1914[1] — полковник князь Вачнадзе, Константин Иванович
- 16.11.1914 — 16.09.1915 — полковник князь Цулукидзе, Варден Григорьевич
- 05.10.1915 — 18.04.1917 — полковник де Витт, Максимилиан Адольфович
- 18.04.1917 — хх.хх.хххх — полковник Осипов, Иоганес Сергеевич

## Известные люди, служившие в полку
- Гайтабашы, Абдулгамид-бек (1884—1920) — азербайджанский военный деятель, один из военачальников Азербайджанской Демократической Республики (АДР).
- Звонарёв, Константин Кириллович (1892—1938) — советский военный деятель, начальник кафедры разведки Военной академии им. М. В. Фрунзе.
- Алиярбеков, Тарлан Абдулла оглы (1892—1956) — советский военачальник, генерал-майор.